# Xã Buffalo Hart, Quận Sangamon, Illinois
Xã Buffalo Hart (tiếng Anh: Buffalo Hart Township) là một xã thuộc quận Sangamon, tiểu bang Illinois, Hoa Kỳ. Năm 2010, dân số của xã này là 173 người.